# Харисон (Арканзас)
Харисон (енгл. Harrison) град је у америчкој савезној држави Арканзас. Град је познат по активностима расистичких организација, због чега се у медијима често назива најрасистичкијим градом у Америци.

## Демографија
По попису из 2010. године број становника је 12.943, што је 791 (6,5%) становника више него 2000. године.
| Група             | 2000.          | 2010.          |
| Белци             | 11.714 (96,4%) | 12.245 (94,6%) |
| Афроамериканци    | 14 (0,1%)      | 34 (0,3%)      |
| Азијати           | 62 (0,5%)      | 95 (0,7%)      |
| Хиспаноамериканци | 186 (1,5%)     | 286 (2,2%)     |
| Укупно            | 12.152         | 12.943         |